# Lola Angst
Lola Angst ist eine Berliner Band.

## Geschichte
Lola Angst wurde 2005 von Alexandar Goldmann (Feeling B, Kamikaze 52) gegründet. Mit der transportablen Kirchenorgel Lola und einer Vielzahl analoger Synthesizer spielte er, zuerst auf eigenen Partys in Berlin, elektronische Musik.
2005 erschien, produziert von Rayner Schirner (Blind Passengers), die erste Maxi "Am I Dead". Schirner stieg anschließend auch als Livemitglied ein. Gemeinsam entstand das Debütalbum "Council of Love", das der Band gute Kritiken, und im Musikmagazin Zillo den Newcomer des Monats Dezember 05/Januar 06 (Doppelausgabe) brachte. 
Die Band präsentierte sich live bei den Festivals der Alternative- und Schwarzen Szene, sowohl auf der Bühne als auch als Gastgeber im eigenen Tour- und Partybus, dem schnell bekanntwerdenden Lolamobil. Live werden Goldmann und Schirner von zwei ausgebildeten Balletttänzerinnen begleitet. In dieser Besetzung spielte man erstmals auf den großen Festivals: unter anderem beim Amphi Festival, dem M’era Luna Festival und beim Wave-Gotik-Treffen.
Lola Angst trennte sich vom Label Wannsee Records und unterschrieb bei der Plattenfirma Out of Line/Universal Music. Hier erschien 2007 das zweite Album "Schwarzwald", das die Band musikalisch eingängiger präsentiert. 
Es folgte eine gemeinsame Europatour mit London After Midnight und Kirlian Camera, die die Band unter anderem nach Wien, Paris und Mailand führte.  
Im Frühjahr 2008 zog sich Rayner Schirner aus der Live-Besetzung zurück, bleibt Lola Angst aber als Produzent erhalten. Live präsentierte sich die Band nun mit einem Schlagzeuger und weiteren Musikern. Die Band spielte bei diversen europäischen Festivals, erstmals auch beim Arvika Festival, Schweden. Hier feierte sie einen vielumjubelten Auftritt.  
Auf Basis des Albums "Schwarzwald" entstand der gleichnamige Roman, der anschließend für die Bühne bearbeitet, im Oktober 2008 in Berlin als Ballettstück Premiere feierte. Das Buch erschien in kleiner Auflage im eigenen "Verlag der Angst" und war schnell ausverkauft.
Zum Jahresende konnte die Band in den Niederlanden erstmals bei einem Festival die Headlinerposition einnehmen. 
2009 folgte ein weiterer Auftritt beim M’era Luna Festival, wie auch ein Headlinerauftritt beim Wake Up!-Festival in der Tschechischen Republik. Ende des Jahres erschien bei Out of Line das dritte Album "Viva la Lola", das die Band von einer düstereren Seite zeigt und von der Presse mit guten Kritiken honoriert wurde. In den Deutschen Alternative Charts (DAC) erreichte "Viva la Lola" Platz 3. 
2010 trat Lola Angst erneut beim WGT in Leipzig auf und arbeitet am vierten Album "The Golden Future". 2010 wurde zudem die Studioarbeit ins bandeigene ANGST-Studio auf der Insel VIS, Kroatien verlegt.
Zum Jahreswechsel 2010/2011 erschien das erste Video zu Goldmanns Nebenprojekt zum Dark Kasperle. Das Puppentheater bietet eine Persiflage auf die sog. Schwarze Szene und feierte am 30. April 2011 in Berlin mit vielen Stargästen Premiere.

## Diskografie
- 2005 Am i Dead (Maxi)
- 2006 The Council Of Love
- 2007 Schwarzwald
- 2009 Viva La Lola

und zahlreiche Samplerbeiträge